# 園部郵便局
園部郵便局（そのべゆうびんきょく）
- 京都府南丹市にある郵便局。本記事にて記述する。
- 茨城県石岡市にある郵便局。局番号は06340。

園部郵便局（そのべゆうびんきょく）は京都府南丹市にある郵便局。民営化前の分類では集配普通郵便局であった。

## 概要
住所：〒622-8799 京都府南丹市園部町上本町南2-10

## 沿革
- 1872年（明治5年）旧7月 - 園部郵便取扱所として開設[1]。
- 1873年（明治6年） - 園部郵便役所となる。
- 1875年（明治8年）1月1日 - 園部郵便局（四等）となる。同年11月2日より為替取扱を開始。
- 1878年（明治11年） - 貯金取扱を開始。
- 1889年（明治22年）5月1日 - 園部郵便電信局となる。
- 1903年（明治36年）4月1日 - 通信官署官制の施行に伴い園部郵便局となる。
- 1950年（昭和25年）10月1日 - 特定郵便局から普通郵便局に局種別改定[2]。
- 1950年（昭和25年）11月16日 - 電気通信業務を、新設の園部電報電話局に移管。
- 1954年（昭和29年）6月16日 - 電話通話および和文電報受付事務の取扱を開始。
- 1987年（昭和62年）10月12日 - 埴生郵便局から集配業務を移管。
- 2000年（平成12年）8月14日 - 外国通貨の両替および旅行小切手の売買に関する業務取扱を開始。
- 2007年（平成19年）3月12日 - 八木郵便局および神吉郵便局からそれぞれ「629-01xx」「629-02xx」区域の集配業務を移管[3]。
- 2007年（平成19年）10月1日 - 民営化に伴い、併設された郵便事業園部支店に一部業務を移管。
- 2012年（平成24年）10月1日 - 日本郵便株式会社の発足に伴い、郵便事業園部支店を園部郵便局に統合。

## 取扱内容
- 郵便、印紙、ゆうパック、内容証明
- 貯金、為替、振替、振込、国際送金、国債、投資信託
- 生命保険、バイク自賠責保険、自動車保険
- ゆうちょ銀行ATM
- 「622-00xx」（南丹市（旧船井郡園部町域））、「629-01xx」「629-02xx」区域（南丹市（旧船井郡八木町域））の集配業務
- ゆうゆう窓口

## 周辺
- 南丹市役所
- 南丹警察署
- 国道9号
- 国道477号
- 園部川

## アクセス
- JR山陰本線 園部駅から徒歩約22分
- 中京交通、京阪京都交通バス、南丹市営バス（ぐるりんバス） 園部大橋停留所下車
- 京都縦貫自動車道 園部ICから南西へ約2km、八木西ICから北西へ約3.5km
- 国道9号沿い
- 駐車場あり：10台